# Rudolf Kasztner

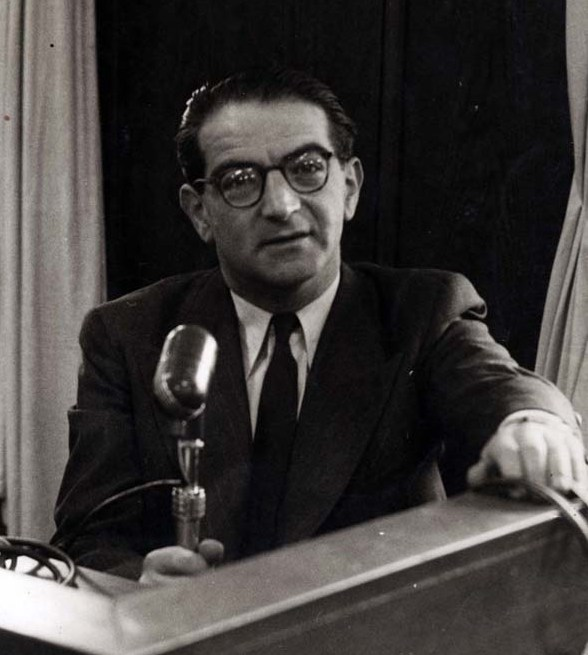
Rudolf Kasztner (ca. 1948)

Rudolf Kasztner (hebräisch רודולף קסטנר, ungarisch Rezső Kasztner, auch: Kastner; * 1906 in Kolozsvár, Österreich-Ungarn; † 15. März 1957 in Tel Aviv) war ein ungarisch-israelischer Journalist und Jurist sowie eine zionistische Führungspersönlichkeit. Er leitete de facto das jüdische „Komitee für Hilfe und Rettung“ in Budapest von 1941 bis 1945. Sein Name ist mit dem so genannten Kasztner-Zug verbunden, mit dem durch seine Vermittlung 1670 freigekaufte Juden aus Konzentrationslagern in die sichere Schweiz gebracht wurden.
Nach dem Zweiten Weltkrieg wurde er beschuldigt, mit den Nationalsozialisten kollaboriert und sich persönlich bereichert zu haben. Bis heute ist heftig umstritten, ob man in ihm eher den Helden sehen soll, der über 1600 Juden rettete, oder einen Verräter.

## Leben

### Studium und erstes zionistisches Engagement
Kasztner studierte Rechtswissenschaften und beherrschte fünf Sprachen fließend. Bereits in seiner frühen Studentenzeit wurde er überzeugter Zionist. Eine seiner wichtigsten Aktivitäten im Rahmen seines zionistischen Engagements war die publizistische Tätigkeit als politischer Korrespondent der Tageszeitung Új Kelet in den 1920er Jahren.

### Übersiedlung nach Budapest und Verhandlungen mit den Nationalsozialisten
Nachdem aufgrund der Machtpolitik der italienischen Faschisten und der deutschen Nationalsozialisten seine Heimatstadt Cluj (Klausenburg) in Nordsiebenbürgen durch den Zweiten Wiener Schiedsspruch Ungarn zugesprochen worden war, übersiedelte Kasztner im Jahr 1940 nach Budapest. Dort wurde er 1943 stellvertretender Vorsitzender des „Komitees für Hilfe und Rettung in Budapest“ (hebr.: ועדת העזרה וההצלה בבודפשט, Waadat ha-Esra we-ha-Hazala), das zur zionistischen Bewegung gehörte. Kontakte dieser Gruppe bestanden zu ähnlichen Komitees in Pressburg (Slowakei) und Polen. Darüber hinaus hatten sie auch Verbindungen zu einer Gruppe von Geheimboten aus Palästina in Istanbul.
Das Komitee half jüdischen Flüchtlingen bereits vor der Besetzung Ungarns (Deckname: Fall Margarethe), heimlich aus der Slowakei und Polen nach Ungarn zu kommen. Kasztner wusste seit April 1944, nach dem Bericht von Alfred Wetzler und Rudolf Vrba (beide slowakische Juden, denen die Flucht aus Auschwitz-Birkenau Mitte April 1944 gelungen war), von den systematischen Morden an den Juden in Auschwitz und versuchte, die Mitglieder seiner Gemeinde zu informieren (hierzu gibt es allerdings eine Kontroverse). Selbst in Cluj, wo er als Jurist bekannt und angesehen war, konnten er und sein Rettungskomitee, bestehend aus angesehenen einheimischen Bürgern, nur einige wenige Juden davon überzeugen, dass sie sich in das 20 km entfernte Rumänien retten sollten.
Es wurde auch erwogen, einen bewaffneten Widerstand aufzubauen. Diese Idee konnte jedoch in Ungarn wegen des verbreiteten Antisemitismus in der Bevölkerung nicht umgesetzt werden. Darüber hinaus waren die meisten jungen Juden bereits zum Arbeitsdienst eingezogen worden.
Das Komitee nahm unter der direkten Beteiligung Kasztners Kontakt zu einigen Leuten der Schutzstaffel (SS) auf, die für das Vernichtungsprogramm unter Adolf Eichmann verantwortlich war. Dieser hatte bereits bei der Besetzung Wiens verschiedene Mitglieder der jüdischen Gemeinde zu Judenräten bestimmt, welche die Auswahl und Vorbereitung für die Transporte zu besorgen hatten. In der Slowakei hatten ähnliche Kontakte zwischen Gemeinden und SS zu Freikaufverhandlungen geführt. So kam es auch in Budapest zu einer Sammlung großer Geldsummen sowie von Wertgegenständen wie Schmuck und Anderem, die für die SS bestimmt waren.
Nach der Besetzung Ungarns durch Deutschland (März 1944) wurde im Mai 1944 Joel Brand von Eichmann nach Istanbul geschickt, um – nach seinen Angaben – über die Freilassung von bis zu einer Million Juden im Austausch gegen 10.000 Lastwagen und anderes Material zu verhandeln. Der Vorschlag stammte von Heinrich Himmler selbst, der Eichmann mit der Verhandlungsführung beauftragte.

### Kasztner-Transportund Vernichtung der ungarischen Juden
Kasztner war überzeugt, dass dies das Ende des Mordprogramms einleiten würde, und Transporte von Juden in die angebliche Freiheit folgen würden. So ging Ende Juni 1944 ein Zug mit 1.685 Juden, die von einem Ausschuss der Gemeinde ausgesucht worden waren, aus Ungarn ab. Kasztner persönlich war an diesem Auswahlprozess maßgeblich beteiligt und wählte Rabbiner, Professoren, Opernsänger, Journalisten, zionistische Führer, aber auch Krankenschwestern und Bauern, 252 Kinder, 388 Juden aus seiner Heimatstadt, darunter seine Familie und viele seiner Verwandten. Versprochen wurde, dass dieser Zug entweder in die Schweiz oder nach Spanien gehen sollte; stattdessen kamen seine Passagiere im KZ Bergen-Belsen an. Adolf Eichmann ließ sie als Geiseln monatelang festhalten. Mehrere starben dort.

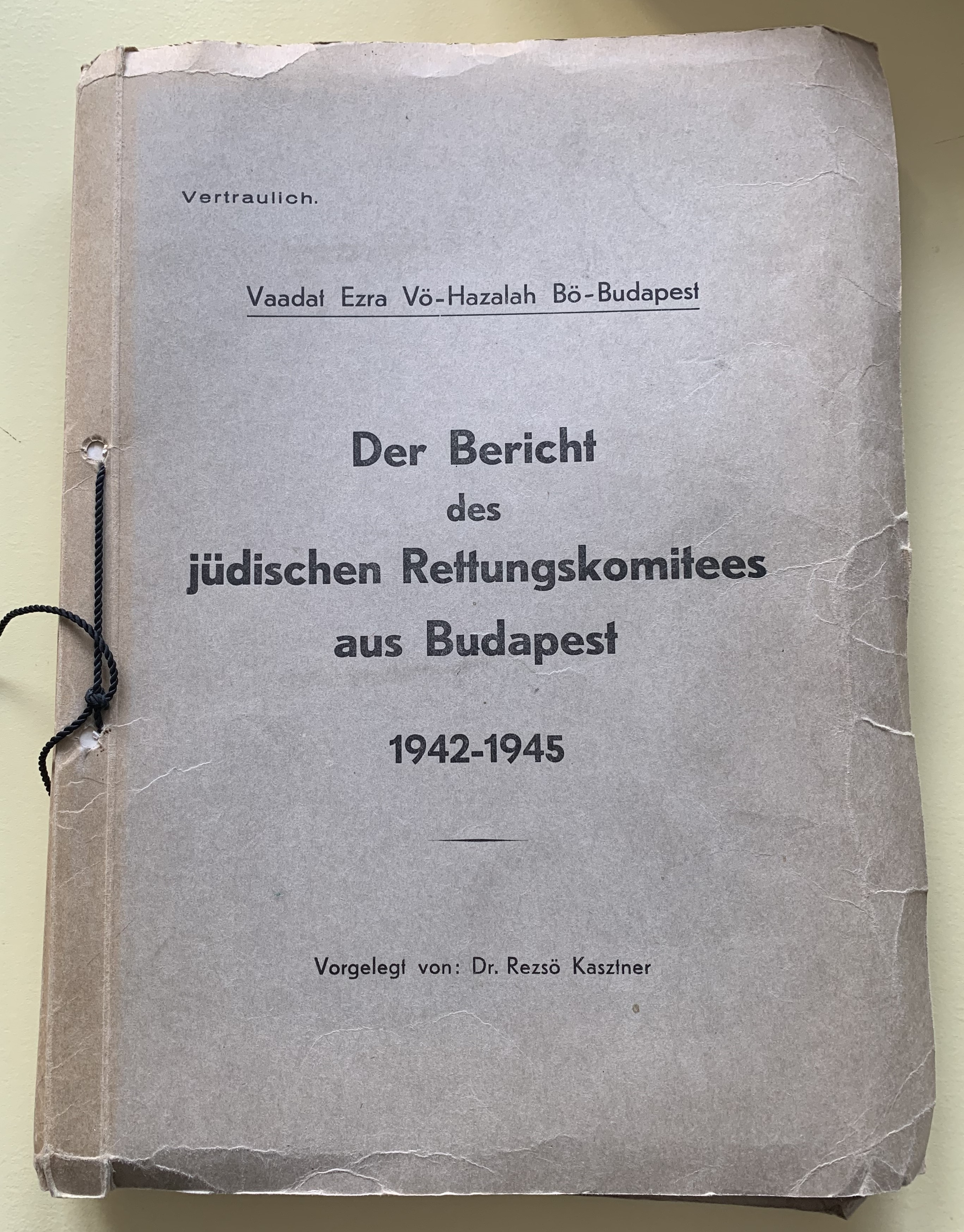
Kasztner Bericht (1942-1945), Originaldokument aus dem Bundeshaus in Bern, in der Sammlung des Jüdischen Museums der Schweiz.

Im Juli 1944 bekam der SS-Offizier Kurt Becher von Himmler den Auftrag, mit Kasztner zu verhandeln. Bald darauf verhandelten auch SS-Leute mit dem Vertreter der jüdischen Hilfsorganisation in der Schweiz. 318 ungarische Juden kamen selbst im August 1944 noch auf diese Weise in die Schweiz. Der ursprüngliche Zug erreichte erst im Dezember 1944 die sichere Schweiz mit dann noch 1.670 Passagieren. Bis Juli 1944 waren bereits 437.000 der rund 800.000 ungarischen Juden in Güterzügen unter unmenschlichsten Bedingungen nach Auschwitz deportiert worden, wo die meisten sofort vergast wurden. Das Horthy-Regime sorgte auf internationalen Druck hin bei Fortsetzung der Ghettoisierung für eine Unterbrechung der Deportationen, so dass die Masse der Budapester Juden nach dieser ersten Deportationswelle zunächst verschont wurden.
Am 21. oder 24. August 1944 war der Befehl Himmlers ergangen, die weitere Deportation von Juden aus Budapest zu stoppen. Dieser Befehl sollte zu Spekulationen über die Rolle der ungarischen Gemeinde bei dem Versuch Himmlers, mit den Alliierten heimlich hinter Hitlers Rücken zu verhandeln, führen. Ein Teil wurde in Fußmärschen nach Österreich gebracht und an der Reichsgrenze zu Ungarn beim Bau des Südostwalls eingesetzt.
Erst am 6. Dezember 1944 gab Adolf Eichmann grünes Licht für die bis dahin in Bergen-Belsen festsitzenden Geiseln zur Weiterfahrt in die Schweiz.

### Letzte Rettungsversuche vor Kriegsende
Im Winter 1944/1945, als Kasztner bereits sicher in der Schweiz war, kehrte er noch einmal nach Deutschland zurück und fuhr mit Kurt Becher, der am 1. Januar 1945 zum SS-Standartenführer ernannt worden war, nach Berlin, um ein letztes Mal den Versuch zu unternehmen, Juden aus Konzentrationslagern (KZ) zu retten. Möglicherweise trug unter anderem seine Intervention entscheidend dazu bei, dass die Verwaltung des KZ Bergen-Belsen zum Schluss noch die Häftlinge verschonte und sich den Briten ergab.

### Nach der Schoa, Prozess gegen Kasztner, späte Teilrehabilitierung
Nach dem Krieg war Kasztner Zeuge im Nürnberger Prozess gegen die Hauptkriegsverbrecher, Affidavit D: PS-2605, und machte Aussagen zu Gunsten von Kurt Becher und Hans Jüttner, Chef des SS-Führungshauptamtes, sowie weiterer hochrangiger Nazis.
Kasztner wanderte nach Israel aus und machte dort in der sozialdemokratischen Partei (Mapai) Karriere, unter anderem als Sprecher des Industrieministeriums. In einem Zeitungsartikel wurde er Ende 1952 beschuldigt, den Tod vieler Juden mitverschuldet zu haben. Da er ein Mandat in der Knesset anstrebte und daher auf einen tadellosen Ruf Wert legen musste, strengte Kasztner einen Verleumdungsprozess an, der sich jedoch zu einem Verfahren gegen ihn selbst entwickelte. Katherine Szenes sagte aus, dass er sich 1944 nicht für ihre Tochter Hannah Szenes und zwei weitere verhaftete Fallschirmspringer des Palmach eingesetzt hätte. Dies implizierte, dass Mapai die Kämpfer auf ein Himmelfahrtskommando gesandt hatte, ohne dass sich Mapai-Mitglieder um deren weiteres Schicksal kümmerten. Die politische Rechte in Israel versuchte, politisches Kapital aus dem Verfahren zu schlagen. Der Führer der Cherut-Partei und spätere Ministerpräsident Menachem Begin etwa sagte: „Wer für die Mapai stimmt, stimmt für Juden, die Juden an die Gestapo verschachert haben.“
Das Gericht akzeptierte die Beweise gegen Kasztner. Nach Aussage des Richters habe Kasztner „seine Seele dem Teufel verkauft“. Darüber hinaus wurde Kasztner auch schuldig gesprochen, Nazis im Nürnberger Kriegsverbrecherprozess geschützt zu haben. In diesem Prozess erfuhr die Öffentlichkeit erstmals von den Kontakten zionistischer Organisationen zum NS-Regime.
Rudolf Kasztner, der sich seit seiner Einwanderung in Israel Israel Kasztner nannte, wurde am 3. März 1957 vor seiner Wohnung in Tel Aviv angeschossen und erlag am 15. März 1957 seinen Verletzungen. Kasztner wurde auf dem Nahalat-Yitzhak-Friedhof in Givʿatajim beigesetzt. Die drei Attentäter wurden zu einer lebenslangen Strafe verurteilt, jedoch nach drei Jahren auf persönliche Intervention von Premier David Ben-Gurion begnadigt.
In einem Gerichtsverfahren nach seinem Tod (1958) entlastete das Oberste Gericht Israels Kasztner von den gegen ihn erhobenen Anschuldigungen, mit Ausnahme des Vorwurfes, er habe einzelnen Nationalsozialisten geholfen, sich der juristischen Verfolgung zu entziehen.

## Rezeption
Im Juli 2007 wurde Kasztners Privatarchiv Yad Vashem übergeben. Verwandte Kasztners hoffen, „dass durch das umfangreiche Material – darunter drei Kisten relevanter Korrespondenz – zumindest sein Andenken von den ihm angehängten Vorwürfen dauerhaft befreit werden wird“. Im Spätsommer 2010 veröffentlichte der emeritierte Professor für Germanistik an der University of Sussex in Brighton, Ladislaus Löb, sein Buch Geschäfte mit dem Teufel. Die Tragödie des Judenretters Rezsö Kasztner in Deutschland. Löb, Jahrgang 1933, ist ein Zeitzeuge der Kasztner-Aktion und gehörte 1944 als Elfjähriger zu den geretteten Juden aus Klausenburg. In seinem Bericht eines Überlebenden, so der Untertitel des Buchs, versuchte der nunmehr Siebenundsiebzigjährige, auf der Grundlage persönlicher Erfahrungen und wissenschaftlicher Ermittlungen ein vielschichtiges, faktenreiches Bild Kasztners zu zeichnen und seinem Wirken aus dem Abstand von 65 Jahren Gerechtigkeit widerfahren zu lassen.
Das Leben Kasztners wurde 2008 von Gaylen Ross, die zuvor acht Jahre intensiv zum Fall recherchiert hat, als Doku-Drama unter dem Titel Killing Kasztner verfilmt. In dem Film werden Kasztners Mörder Zeev Eckstein und Kasztners Tochter Zsuzsa, die beide noch leben, miteinander konfrontiert.
Arie Shapiras Kasztner-Oper erhielt 1995 den Israel-Preis.

## Film
- Hanna Marton ist eine Überlebende aus diesem Zug, der sie in die Schweiz brachte. Claude Lanzmann interviewte sie am Anfang der 1980er Jahre. Aus diesem Filmmaterial montierte er 2017 einen Teil der Interview-Dokumentation mit vier Frauen – Vier Schwestern.